# Stazione di Montuolo
La stazione di Montuolo è una fermata ferroviaria dismessa, situata all’estremità occidentale del tratto in cui le linee Lucca-Pisa e Lucca-Viareggio corrono affiancate. Serviva la frazione di Montuolo, nel comune di Lucca.

## Storia
La presenza di un impianto ferroviario chiamato Montuolo non risulta né all'inaugurazione della linea internazionale Lucca-Pisa nel 1846, né all'apertura della Lucca-Viareggio nel 1890. La fermata non compare neppure in un orario del 1893-94, mentre è segnalata in un documento dell'inverno 1910.
Negli anni ’90, per automatizzare gli impianti, l'esercizio della Lucca-Pisa fu modificato: il 1º dicembre 1993 entrò in funzione il blocco automatico conta-assi e il posto di movimento di Montuolo fu aggiornato con doppia comunicazione, permettendo l'uso indifferente dei due binari singoli e eliminando le limitazioni tipiche delle ferrovie a doppio binario.

## Strutture e impianti
La fermata era dotata di un fabbricato viaggiatori su due livelli, tuttora esistente e adibito a civile abitazione, al cui pianterreno era presente, quale elemento atipico, una piccola loggia. Immediatamente a lato dell’impianto si trova un passaggio a livello che, prima della dismissione, restava impegnato per tutta la durata della fermata dei treni.